# Los Angeles Galaxy 2001
Questa voce raccoglie le informazioni riguardanti il Los Angeles Galaxy nelle competizioni ufficiali della stagione 2001.

## Stagione
Durante la stagione, i Galaxy giocano un buon calcio, attestandosi al terzo posto in campionato e raggiungendo la finale play-off in cui perdono contro i rivali del S.J. Earthquakes. Nella U.S. Open Cup completano il percorso arrivando in finale e battendo il N.E. Revolution grazie alle reti di Ezra Hendrickson e Danny Califf.

## Organico
Di seguito la rosa aggiornata al 26 marzo 2001.

### Rosa 2001
| N. |                          | Ruolo | Calciatore          |
| -- | ------------------------ | ----- | ------------------- |
| 1  | Stati Uniti (bandiera)   | P     | Matt Reis           |
| 3  | Stati Uniti (bandiera)   | D     | Greg Vanney         |
| 6  | Stati Uniti (bandiera)   | D     | Craig Waibel        |
| 7  | Stati Uniti (bandiera)   | A     | Isaias Bardales Jr. |
| 8  | Stati Uniti (bandiera)   | C     | Peter Vagenas       |
| 9  | Stati Uniti (bandiera)   | A     | Brian Ching         |
| 10 | El Salvador (bandiera)   | C     | Mauricio Cienfuegos |
| 11 | Stati Uniti (bandiera)   | A     | Sasha Victorine     |
| 12 | Nuova Zelanda (bandiera) | C     | Simon Elliott       |
| 13 | Stati Uniti (bandiera)   | A     | Cobi Jones          |

| N. |                                      | Ruolo | Calciatore       |
| -- | ------------------------------------ | ----- | ---------------- |
| 15 | Stati Uniti (bandiera)               | A     | Luis Hernández   |
| 17 | Saint Vincent e Grenadine (bandiera) | D     | Ezra Hendrickson |
| 18 | Stati Uniti (bandiera)               | D     | Adam Frye        |
| 19 | Stati Uniti (bandiera)               | C     | Brian Mullan     |
| 20 | Stati Uniti (bandiera)               | C     | Paul Caligiuri   |
| 22 | Stati Uniti (bandiera)               | P     | Kevin Hartman    |
| 23 | Stati Uniti (bandiera)               | D     | Danny Califf     |
| 25 | El Salvador (bandiera)               | C     | Marvin Quijano   |
| 30 | Stati Uniti (bandiera)               | D     | Alexi Lalas      |